# Maigret dirige l'inchiesta
Maigret dirige l'inchiesta (Maigret dirige l'enquête) è un film del 1956 diretto da Stany Cordier.
La pellicola vede come protagonista Maurice Manson nel ruolo di Maigret.
Il film è basato su tre opere di Georges Simenon: i romanzi Un'ombra su Maigret e Maigret e la spilungona, e il racconto Non si uccidono i poveri diavoli.